# The Eye (álbum de KUKL)
The Eye, lanzado a finales de 1984 fue el álbum debut de KUKL una banda islandesa que combinaba el rock, punk, jazz y música más experimental. En KUKL se encontraba la solista Björk. Este álbum fue lanzado en formato LP.
El nombre del álbum proviene del libro favorito de Björk durante su adolescencia: Story Of The Eye de Bataille. Un libro sobre adolescentes en una misión, un cuento muy intenso en el que se involucra el sexo, asesinato, perversiones, etc.

## Lista de canciones
Lado A
1. Assassin
2. Anna
3. Open The Window And Let The Spirit Fly Free
4. Moonbath

Lado B
1. Dismembered
2. Seagull
3. The Spire
4. Handa Tjolla (instrumental)

## Músicos
- Vocales, instrumentos de madera/viento: Björk Guðmundsdóttir.
- Vocales, instrumentos de metal/viento: Einar Örn Benediktsson.
- Guitarra eléctrica: Guðlaugur Kristinn Óttarsson.
- Bajo: Birgir Mogensen.
- Armonio, campanas e instrumentos de cuerdas: Einar Arnaldur Melax.
- Batería: Sigtryggur Baldursson.

## Equipo de producción
Ingeniería: Tony Cook.

Trabajo de arte y diseño: Dada Nana.

Grabado en Southern Studios en enero de 1984.
Nota: Extraída de una colección de artículos periodísticos distribuidos en conexión con su concierto en Austurbæjarbíó, Reykjavík, el 21 de diciembre de 1984.
- Datos: Q1767705